# (54521) Aladdin
Pour les articles homonymes, voir Aladdin.
(54521) Aladdin est un astéroïde de la ceinture principale.

## Description
(54521) Aladdin est un astéroïde de la ceinture principale. Il fut découvert le 23 août 2000 à Reedy Creek par John Broughton. Il présente une orbite caractérisée par un demi-grand axe de 3,19 UA, une excentricité de 0,13 et une inclinaison de 14,5° par rapport à l'écliptique.